# Hysterocrates ederi
Hysterocrates ederi es una especie de araña que pertenece a la familia Theraphosidae (tarántulas).

## Distribución geográfica
Es una especie endémica de la isla Fernando Poo, Guinea Ecuatorial.